# 陰陽司
陰陽司，尊稱為陰陽司公，是城隍的輔導神祇。陰陽司之造像，臉左為黑，右為白（或者紅色、金色），象徵審理陰陽，善惡分明，絕無通融。類似於布袋戲角色黑白郎君的造型。

## 祭祀崇拜

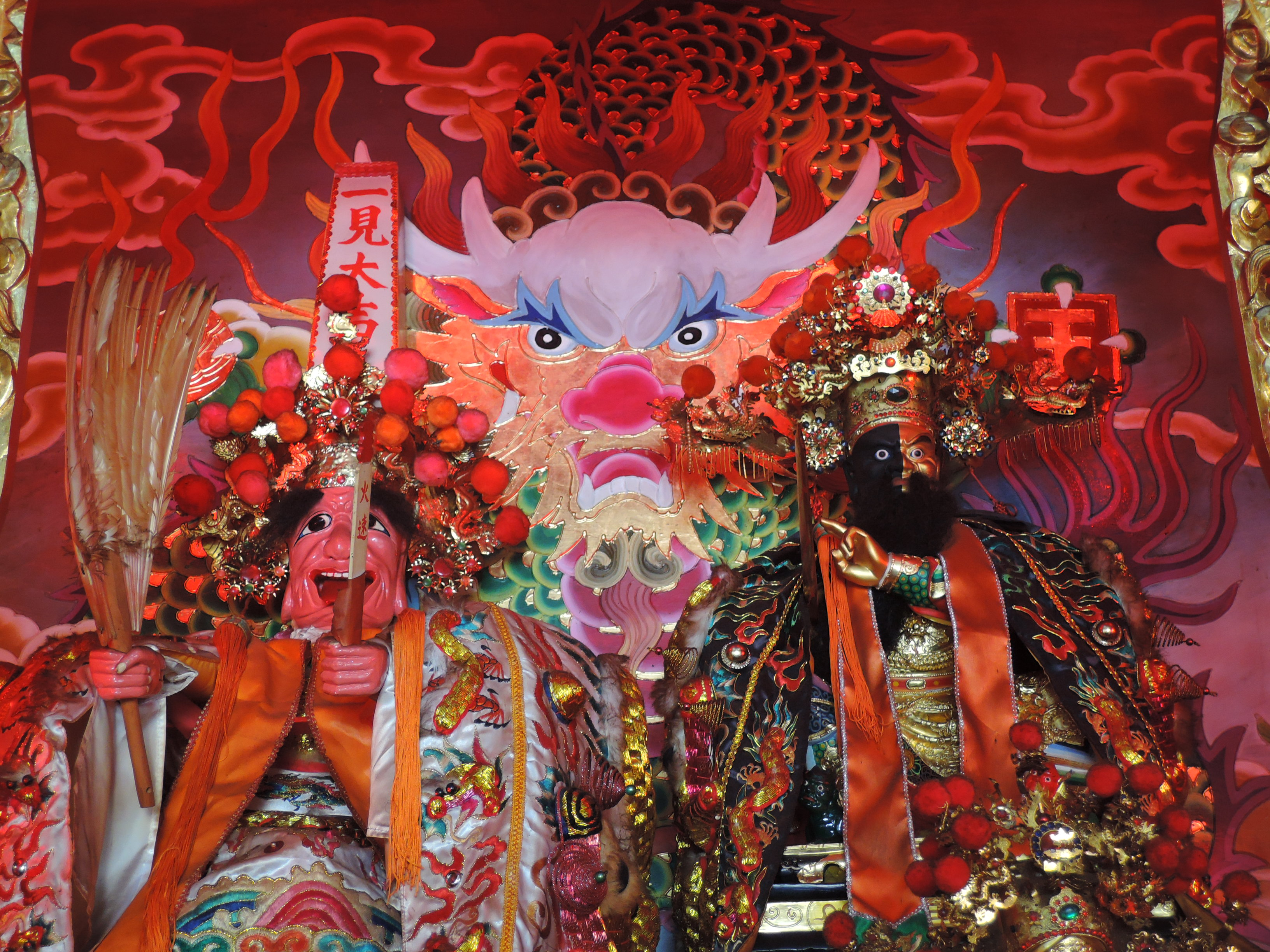
澎湖陰陽堂陰陽公祖（右）、白無常（左）

台澎地區以陰陽公為主神的廟宇有臺南開基陰陽公廟和澎湖馬公的陰陽堂。